# منتخب بلجيكا لدوري الرغبي
منتخب بلجيكا لدوري الرغبي (بالفرنسية: Équipe de Belgique de rugby à XIII)‏ هو ممثل بلجيكا الرسمي في المنافسات الدولية في دوري الرغبي .